# Tanais Fossae
Tanais Fossae és una estructura geològica del tipus fossa a la superfície de Mart, situada amb el sistema de coordenades planetocèntriques a 40.18 ° de latitud N i 274.04 ° de longitud E. Fa 172.95 km de diàmetre. El nom va ser fet oficial per la UAI l'any 1991 i pren el nom d'una característica d'albedo.